# Johann Adolph Hasse

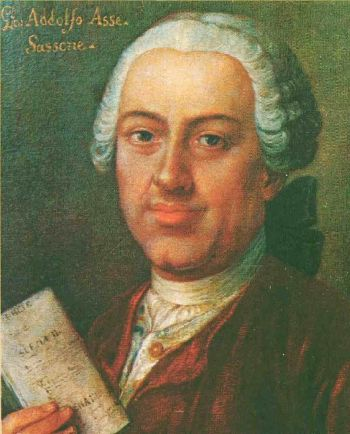
Johann Adolph Hasse

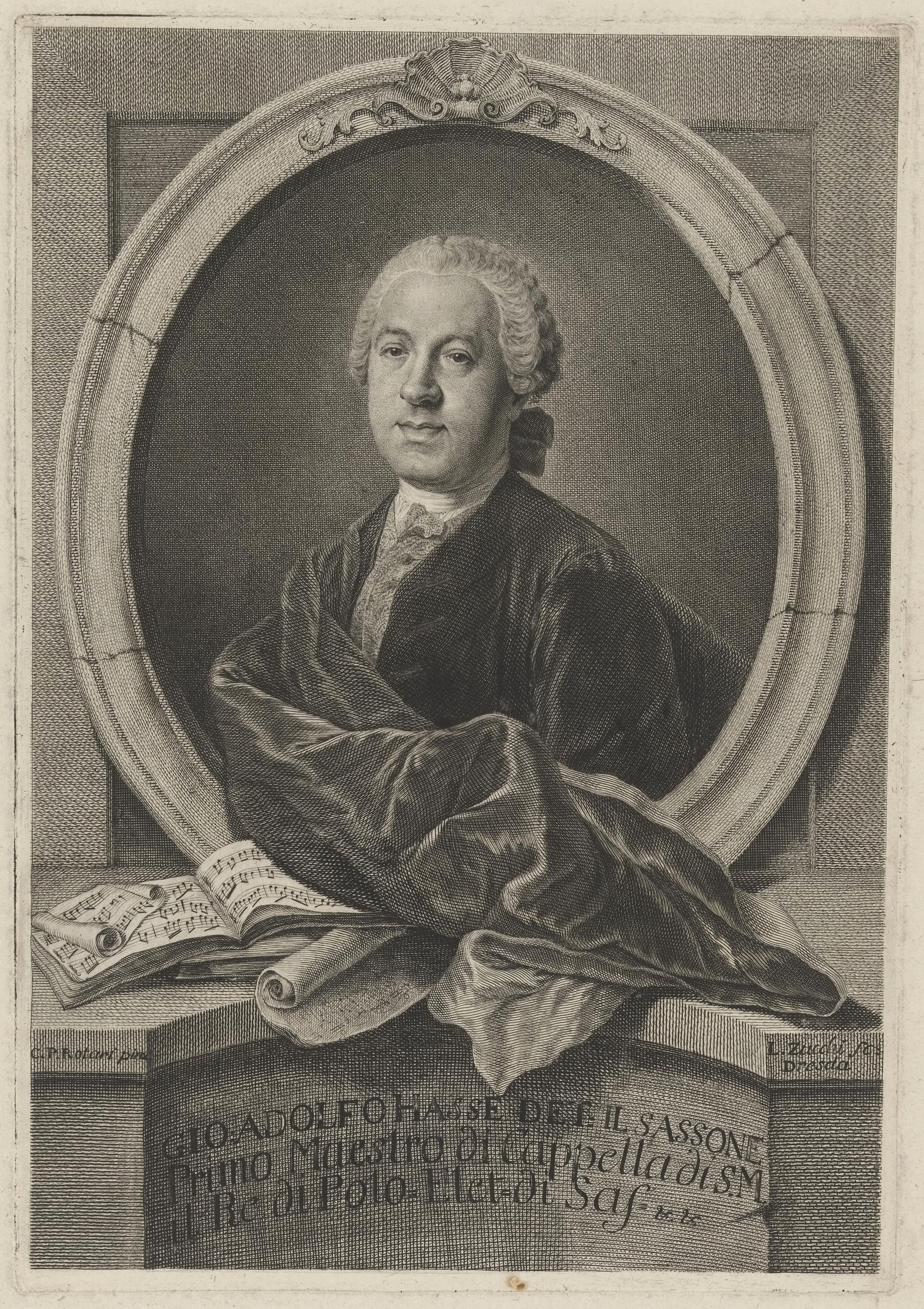
Johann Adolph Hasse. Stich von Lorenzo Zucchi

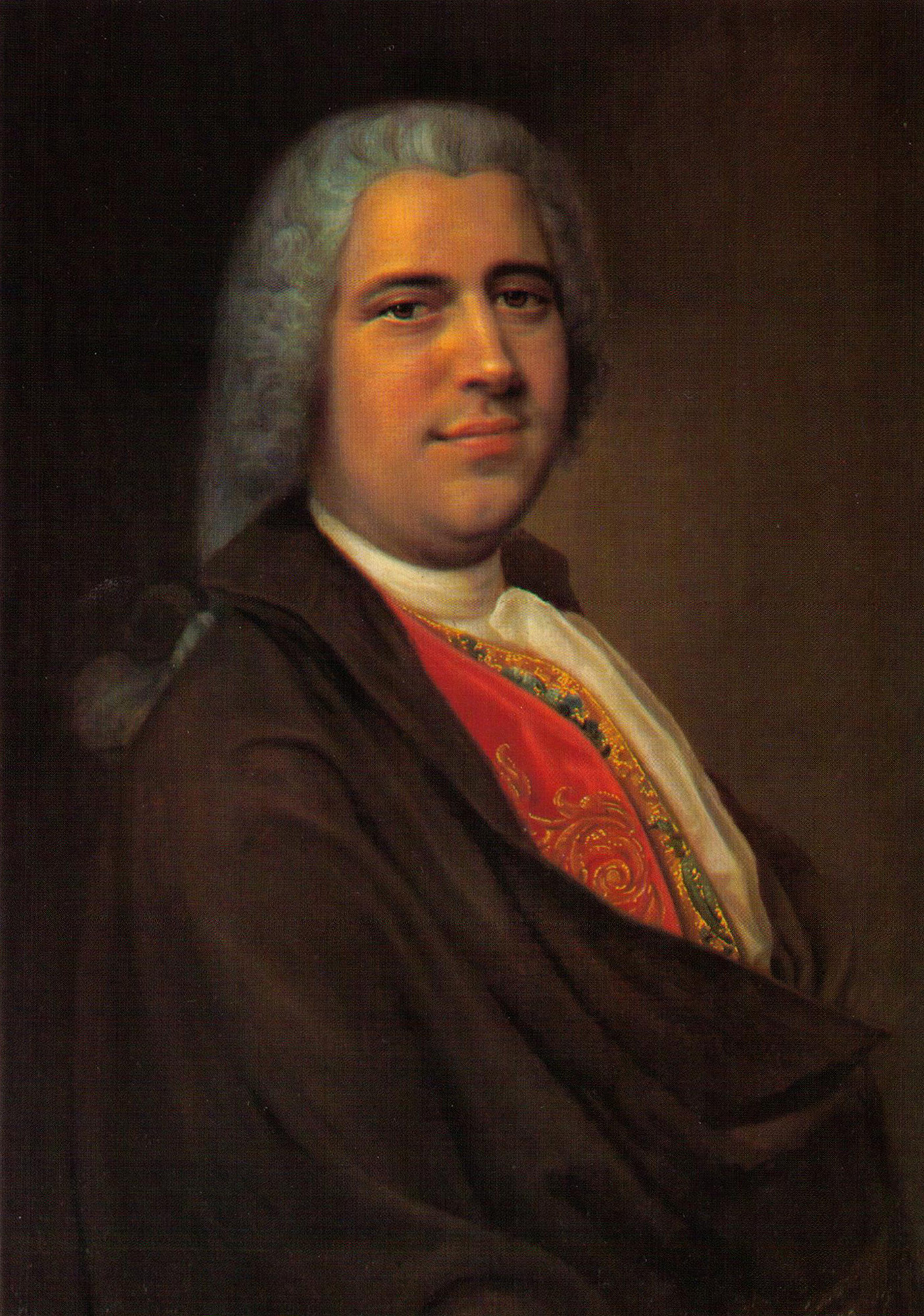
Johann Adolph Hasse. Gemälde von Balthasar Denner in der Semperoper in Dresden

Johann Adolph Hasse (italianisiert Giovanni Adolfo, darauf basierend verbreitet auch Johann Adolf; getauft 25. März 1699 in Bergedorf; † 16. Dezember 1783 in Venedig) war ein einflussreicher deutscher Komponist des Spätbarock. Sein Ruhm zu Lebzeiten gründete sich hauptsächlich auf seine Opern im italienischen Stil.

## Leben

### Jugend und Ausbildung
Johann Adolph Hasse stammte aus einer Organistenfamilie, die über drei Generationen das Organistenamt an der Kirche St. Petri und Pauli in Bergedorf versah, und war der Urenkel von Peter Hasse dem Älteren, einem Schüler Jan Pieterszoon Sweelincks aus Amsterdam. 1714 begann er ein Gesangsstudium in Hamburg, wo der Dichter Johann Ulrich von König auf ihn aufmerksam wurde und ihn 1718 als Tenor an die Oper am Gänsemarkt empfahl. Im Jahr darauf wechselte Hasse nach Braunschweig, wo im Opernhaus am Hagenmarkt am 11. August 1721 seine erste Oper Antioco mit ihm in der Titelrolle zur Aufführung kam. Da Norddeutschland ihm ansonsten wenig Perspektiven bot, reiste Hasse nach Italien und studierte von 1722 bis 1725 in Neapel Komposition bei Nicola Porpora und Alessandro Scarlatti.

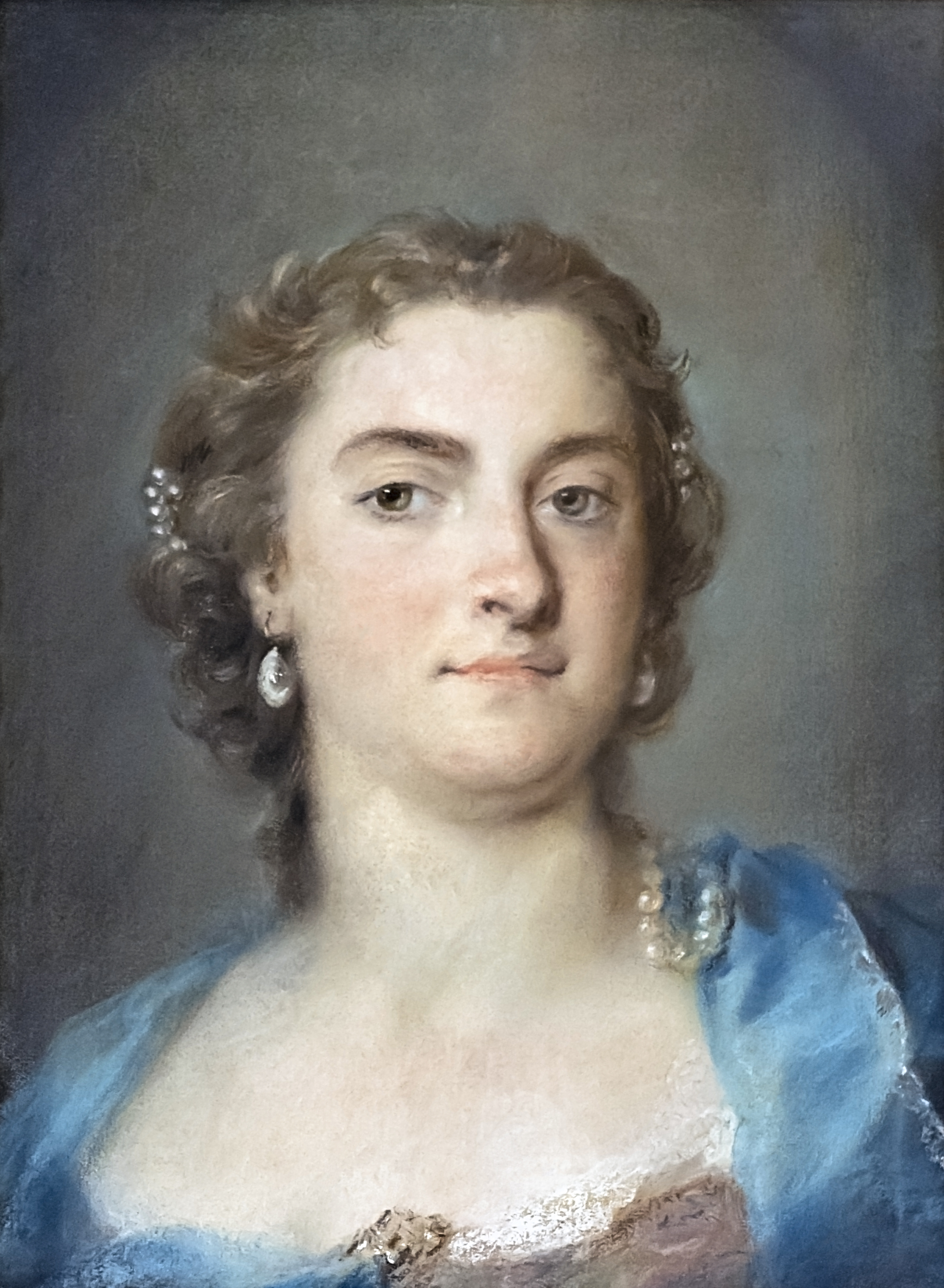
Hasses Frau, Faustina Bordoni, la nuova sirena. Gemälde von Rosalba Carriera (1675–1757)

### „Il divino Sassone“
Im September 1725 führte er auf dem Landsitz von Carlo Carmignano, dem königlichen Rat am Hof von Neapel, seine Serenata Marc’Antonio e Cleopatra auf, in der Vittoria Tesi und Farinelli sangen. Mit Sesostrate gab er am 13. Mai 1726 seinen erfolgreichen Einstand am renommierten Teatro San Bartolomeo in Neapel und reihte sich mit seinen folgenden Opern unter die beliebtesten Opernkomponisten Italiens ein. Spätestens der Erfolg von Artaserse in der Karnevalsaison 1730 in Venedig machte Hasse, der sich den Beinamen il divino Sassone („der göttliche Sachse“) verdient hatte, über Italien hinaus bekannt. Dies war zugleich seine erste Zusammenarbeit mit dem Dichter Pietro Metastasio, mit dem ihn eine lebenslange Freundschaft verband.
Am 20. Juli 1730 heiratete Hasse die als „La nuova Sirena“ gefeierte Opernsängerin Faustina Bordoni. Vom 7. Juli bis 8. Oktober 1731 gaben beide ein Gastspiel in Dresden, wo Hasse am 13. September 1731 seine Oper Cleofide uraufführte. Unter den Zuhörern waren auch Johann Sebastian Bach und dessen ältester Sohn Wilhelm Friedemann, die auch in späteren Jahren häufig die Dresdner Hofoper besuchten, um „hübsche Liederchen“ zu hören, wie der Thomaskantor Hasses Arien leicht spöttisch nannte. König August der Starke verlieh Hasse den Titel eines „Königlich Polnischen und Kurfürstlich Sächsischen Kapellmeisters“. Sein offizieller Dienstantritt fand am 1. Dezember 1733 unter dem neuen Herrscher August III. statt; bis dahin reisten Hasse und Faustina Bordoni weiterhin durch Italien und mehrten ihren Ruhm mit gemeinsamen Opernauftritten.

### Erfolge und Rivalitäten
In seiner dreißigjährigen Amtszeit als Hofkapellmeister in Dresden formte Hasse das dortige Opernpersonal zu einem der Spitzenensembles der Zeit. Neben den Sängern mit Faustina Bordoni an der Spitze galt das von ihm neu organisierte Orchester als so vorbildlich, dass Jean-Jacques Rousseau den Sitzplan dieses Klangkörpers im Artikel Orchestre seiner Encyclopédie als Musterbeispiel veröffentlichte. Der königliche Hof in Dresden gewährte Hasse und seiner Faustina großzügige Freiheiten, damit sie auch in ihrer eigentlichen künstlerischen Heimat Italien ihre Kontakte pflegen konnten. Für die Dresdner Zeit sind mindestens fünf längere Auslandsreisen des Ehepaars Hasse belegt: von November 1734 bis Januar 1737, von September 1738 bis Ende 1739, von April 1744 bis Spätsommer 1745, von Juli 1746 bis Anfang Januar 1747 sowie im Laufe des Jahres 1754. Zentrum dieser Reisen war Venedig, wo Hasse seit 1735 ein Haus besaß.
Ob Hasse Ende 1734 in London war, wo die mit Georg Friedrich Händel verfeindete Opera of the Nobility unter Leitung von Nicola Porpora eine Bearbeitung seines Artaserse spielte, ist nicht erwiesen. Einigen Quellen zufolge soll Hasse eine Einladung nach London mit der Begründung abgelehnt haben, er sehe sich außerstande, gegen Händel zu konkurrieren. Möglicherweise wollte er auch eine Begegnung mit Porpora vermeiden, der seit einem ungeklärten Vorfall während Hasses Studienzeit in Neapel nicht gut auf ihn zu sprechen gewesen sein soll. Falls Hasse wirklich daran gelegen war, Porpora aus dem Weg zu gehen, war dies jedoch nicht mehr möglich, als Letzterer 1748 nach Dresden kam und sogleich zum Gesangslehrer der Kurprinzessin Maria Antonia Walpurgis und zum Kapellmeister ernannt wurde. In der Folge kam es zwischen den beiden Kapellmeistern zu grotesken Auseinandersetzungen. So soll Porpora behauptet haben, Hasse habe die Arie Se tutti i mali miei in der Oper Demofoonte absichtlich so komponiert, dass sie für die Stimme von Porporas Schülerin Regina Mingotti ungünstig lag und ihre gesanglichen Schwächen bloßstelle. Tatsächlich gehört die fragliche Arie zur Rolle, die Bordoni in dieser Oper verkörperte. Mit seiner Ernennung zum Oberkapellmeister (7. Januar 1749) gewann Hasse wieder die Oberhand, während Mingotti zum Publikumsliebling unter den Dresdner Gesangsstars aufstieg. Anfang 1752 verließ Porpora Dresden; Bordoni hatte sich Anfang 1751 nach der letzten Aufführung von Hasses Oper Ciro riconosciuto aus unbekannten Gründen als Sängerin zurückgezogen.
Von Mai bis August 1750 weilte Hasse auf Einladung des französischen Hofes in Paris und gab Konzerte, bei denen der Dauphin anwesend war. Die Anhänger der französischen Aufklärung um die Philosophen Voltaire und Rousseau feierten ihn als Botschafter der italienischen Musikkultur, die sie als der eigenen überlegen betrachteten. Für Hasse war die Einladung nach Paris der Höhepunkt seines europäischen Ruhmes.

### Siebenjähriger Krieg
Mit dem Ausbruch des Siebenjährigen Krieges begann die „Ära Hasse“ in Dresden sich ihrem Ende zu nähern. Am 9. September 1756 besetzte der preußische König Friedrich II. die Stadt. Friedrich war ein großer Verehrer von Hasses Kunst. Schon 1742 hatte er Graf Francesco Algarotti gebeten, ihm eine Abschrift der Arie All’onor mio rifletti aus Lucio Papirio dittatore zu senden; nach Erhalt ließ er Hasse durch Algarotti zu dieser Komposition brieflich beglückwünschen. In Dresden nutzte der Preußenkönig, selbst ein passionierter Flötist und Amateurkomponist, trotz des Kriegszustandes jede Gelegenheit, um mit dem Ehepaar Hasse gemeinsam zu musizieren. 
Beim Kanonenbeschuss Dresdens am 19. Juli 1760 brannte Hasses Wohnhaus ab, mitsamt den zum Stich vorbereiteten Abschriften seiner gesammelten Werke. Während sich König August III. und sein Hofstaat für die Dauer des Krieges in die Zweitresidenz nach Warschau begaben, zog Hasse mit seiner Familie (zu der auch zwei Töchter gehörten, Maria Peppina und Cristina) im Februar 1764 nach Wien um und war dort vorübergehend als Musiklehrer der Erzherzoginnen Maria Carolina und Maria Antonia (Marie-Antoinette) tätig.

### Wien und Venedig
Nach Kriegsende kehrten Hasse und Bordoni im Sommer 1763 nach Dresden zurück. Unmittelbar nach dem Tod von König August III. am 5. Oktober 1763 mussten sie durch dessen Nachfolger Friedrich Christian entlassen werden, da das Land durch Krieg und Besatzung finanziell ruiniert war. Am 17. Dezember 1763 starb unerwartet auch Friedrich Christian. Hasse komponierte und dirigierte jeweils noch die Musik für die Trauerfeierlichkeiten seiner beiden ehemaligen Dienstherren und verließ danach Dresden. Zunächst reiste er am 20. Februar 1764 nach Wien ab. Dort waren die Anhänger einer Reform der italienischen Oper um Christoph Willibald Gluck immer zahlreicher geworden, doch der Geschmack des kaiserlichen Hofes hielt noch an der traditionellen Opera seria fest. Hasse selbst näherte sich mit dem „tragischen Intermezzo“ Piramo e Tisbe (November 1768), das er als eines seiner gelungensten Werke bezeichnete, behutsam dem reformierten Operntypus an.
Im Januar 1771 erhielt Hasse von Maria Theresia den Auftrag, anlässlich der Hochzeit von Erzherzog Ferdinand mit Prinzessin Maria Beatrice d’Este die Festoper Il Ruggiero nach einem neuen Libretto von Metastasio zu schreiben. Sowohl Hasse als auch Metastasio schlossen mit dieser Oper ihr Lebenswerk ab. Sie wurde am 16. Oktober 1771 im Teatro Regio Ducale in Mailand als Hauptpunkt des musikalischen Rahmenprogramms der Hochzeitsfeierlichkeiten aufgeführt, fand aber nur geringe Resonanz. Wie aus brieflichen Äußerungen hervorgeht, erkannten beide Künstler, dass die Zeit der von ihnen kultivierten Opernästhetik, von der sie sich nicht trennen wollten, vorüber war. Wesentlich größere Aufmerksamkeit erregte die tags darauf aufgeführte Oper Ascanio in Alba des fünfzehnjährigen Wolfgang Amadeus Mozart. Hasse soll daraufhin gesagt haben: „Dieser Knabe wird uns alle vergessen machen.“
Im April 1773 übersiedelte das Ehepaar Hasse nach Venedig, um dort seinen Lebensabend zu verbringen. Am 4. November 1781 starb Faustina Bordoni; ihr Mann überlebte sie um zwei Jahre. Ihre letzte Ruhestätte fanden sie in der Kirche San Marcuola in Venedig.

## Werk

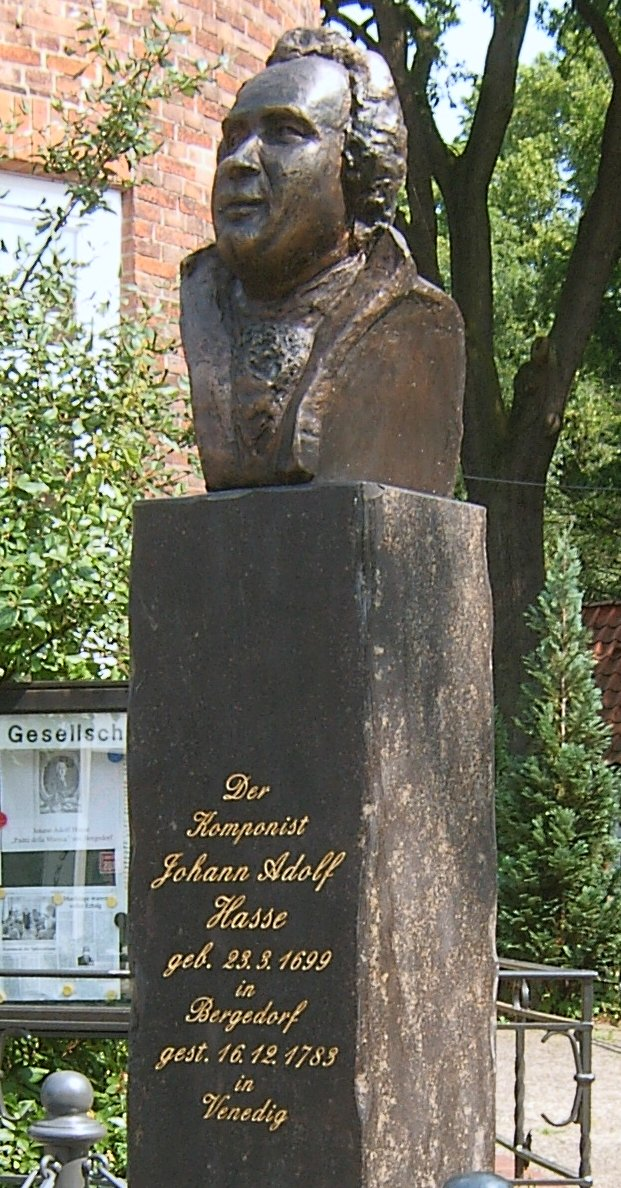
Denkmal vor seinem Geburtshaus in Bergedorf

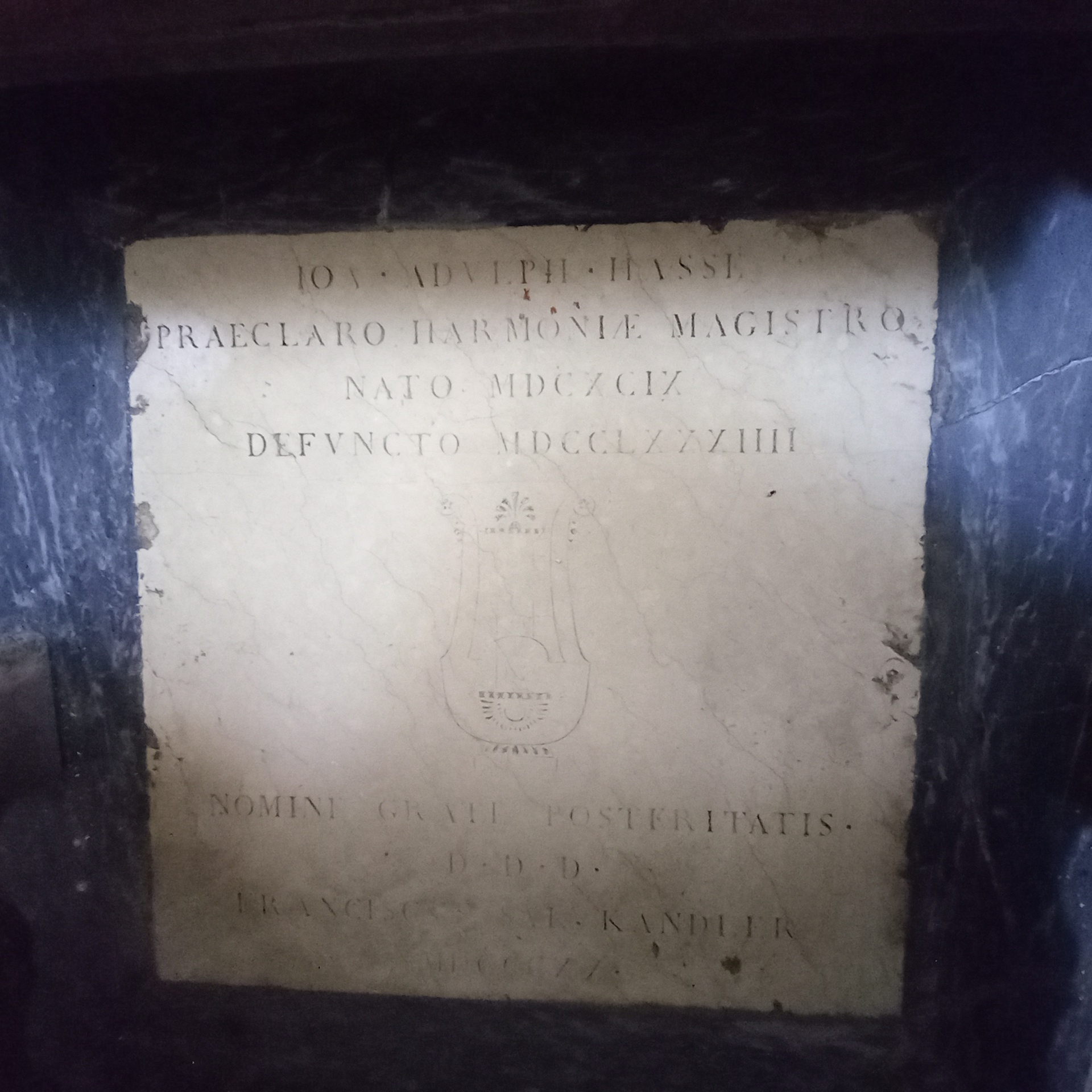
Das Grab von Johann Adolph Hasse in der Kirche San Marcuola in Venedig

Mit seinen Opern wurde Hasse zum buchstäblich tonangebenden Komponisten der Opera seria, wie sie durch die Dichtungen von Pietro Metastasio ihre literarische Form erhalten hatte. Metastasios Libretti wurden während des ganzen 18. Jahrhunderts (und teilweise darüber hinaus) von fast allen namhaften Komponisten vertont, einzelne mehr als fünfzig Mal; der Dichter selbst empfand jedoch die Art und Weise, wie Hasse seine Dramen musikalisch einkleidete, in besonderem Maß als kongenial und stellte ihn über alle seine anderen Vertoner.
Die Form der Opera seria, wie sie zu Beginn seiner Laufbahn als Opernkomponist in den Grundzügen bereits fertig ausgebildet war, führte Hasse zur Vollendung, ohne ihr etwas grundsätzlich Neues hinzuzufügen oder sie in Frage zu stellen. Bis zuletzt blieb er dem Schema treu, das aus einer Folge von Arien mit verbindenden Rezitativen bestand. Letztere sind meist als Secco-Rezitativ vertont. Vom orchesterbegleiteten Accompagnato-Rezitativ macht Hasse, einer Empfehlung Metastasios folgend, nur sparsamen Gebrauch; dafür sind diese den Höhepunkten der dramatischen Spannungskurve vorbehaltenen Szenen besonders wirkungsvoll.
In seinen späteren Dresdner Opern, für die ihm ein selbstständiger Chor zur Verfügung stand, bereicherte Hasse den musikalischen Formenschatz auch durch Chorszenen, wie den Soldatenchor in Solimano (mit zusätzlichem Bühnenorchester) und den feierlichen Priesterchor in L’olimpiade. Seine für italienische Bühnen geschriebenen Werke begnügen sich mit dem obligatorischen, nur pro forma als „Coro“ bezeichneten Schlussgesang, der gemeinsam von den Solisten bestritten wird und die Moral der Geschichte verkündet.
Hasses Arien (und auch die Duette, in der Regel eines je Oper) folgen, wie zu seiner Zeit allgemein üblich, meist der Da-capo-Form. Der Gesang steht dabei durchaus im Vordergrund, ganz der Aufgabe gewidmet, die sprachliche Eleganz und den Affektgehalt des Textes angemessen zur Geltung zu bringen. Hasses melodischer Einfallsreichtum wird allen Graden der Gefühlsskala gerecht, die in einem metastasianischen Drama vorkommen können, doch es waren vor allem sanft melancholische Liebes- und Abschiedsgesänge wie das heute wieder relativ bekannte Per questo dolce amplesso aus Artaserse, denen er seine Popularität verdankte.
Den Orchesterpart wusste Hasse ebenfalls hervorragend zu behandeln. Die Instrumente steuern immer wieder charakteristische Farben zur Ausmalung eines poetischen und musikalischen Bildes bei, ohne sich auf Kosten des Gesanges in den Vordergrund zu spielen.
Hasses Zeitgenossen bewunderten an seiner Musik ihre vornehme Schlichtheit und das Geschick, mit dem er ohne großen Aufwand glänzende, nie aufdringliche Effekte erzielte. Aus heutiger Sicht mag seine Musik weniger originell als etwa diejenige Händels erscheinen. Sie scheint weniger Ausdruck einer individuellen Persönlichkeit zu sein als vielmehr die Erfüllung dessen, was seiner Zeit als musikalisches Schönheitsideal vorschwebte.

## Wirkung
Die eher periphere Rolle, die Hasse im heutigen Musikleben spielt, entspricht kaum seiner musikgeschichtlichen Bedeutung. Er war einer der gefeiertsten Komponisten des 18. Jahrhunderts und durfte Persönlichkeiten wie Maria Theresia, Friedrich II. von Preußen und Voltaire (der ihn den „Helden des Jahrhunderts“ nannte) zu seinen Bewunderern zählen. Sein Werk war jedoch so sehr der Ästhetik seiner Zeit verpflichtet, dass es mit ihr gemeinsam untergehen musste.
Der Operntypus, der den Schwerpunkt von Hasses Gesamtwerk bildet und als dessen typischster Vertreter er gilt, hat auf der modernen Opernbühne generell keinen leichten Stand. Die ernste italienische Oper des 18. Jahrhunderts ist dort fast ausschließlich durch Werke von Händel und Gluck vertreten (auf dem Tonträgermarkt zusätzlich durch Antonio Vivaldi sowie verstreute Einzelstücke in Arien-Recitals), die von der Normalform der Opera seria mehr oder weniger stark abweichen.

## Museum
Im März 2015 wurde in Hamburg das Johann-Adolph-Hasse-Museum (Eigenschreibweise: Johann Adolph Hasse Museum) eröffnet, das zusammen mit den Museen für Carl Philipp Emanuel Bach, Johannes Brahms, Gustav Mahler, Fanny und Felix Mendelssohn Bartholdy und Georg Philipp Telemann das Komponistenquartier in der Peterstraße bildet.

## Werke

### Opern
(in Klammern Name des Librettisten, Ort und Jahr der Uraufführung)
- Antioco (Apostolo Zeno, Pietro Pariati; Braunschweig 1721)
- Tigrane (Francesco Silvani; Neapel 1723)
- Sesostrate (Antonio Carasale; Neapel 1726)
- L’Astarto (Apostolo Zeno; Neapel 1726)
- Gerone tiranno di Siracusa (Aureli; Neapel 1727)
- Attalo, Re di Bitinia (Francesco Silvani; Neapel 1728)
- Ulderica (Pietro Pariati; Neapel 1729)
- Artaserse (Pietro Metastasio; Venedig, Karneval 1730; London 1734 als Pasticcio mit Arien von Nicola Porpora, Riccardo Broschi und Attilio Ariosti); zweite Fassung: Neapel 1760
  - Se del fiume aus Artaserse (1730–1734)ⓘ/?
- Dalisa (Domenico Lalli; Venedig, 1730)
- Arminio (Antonio Salvi; Mailand, 1730)
- Ezio (Pietro Metastasio; Neapel, Karneval 1730; Neuvertonung Ezio 1755 in Dresden)
- Cleofide (Pietro Metastasio; bearbeitet von Michelangelo Boccardi; Dresden 1731; Zweite Fassung: Venedig 1736; Dritte Fassung: Venedig 1738)
- Catone in Utica (Pietro Metastasio; Turin 1731, nicht vollständig erhalten)
- Cajo Fabricio (Apostolo Zeno; Rom 1732; Zweitfassung: Dresden 1734)
- Demetrio (Pietro Metastasio; Venedig 1732)
- Issipile (Pietro Metastasio; Neapel 1732)
- Euristeo (Domenico Lalli; Neapel, Teatro San Grimani Pfingsten 1732)[8]
- Siroe, re di Persia (Pietro Metastasio; Bologna 1733; Revidierte Fassung 1763)
- Tito Vespasiano oder La clemenza di Tito (Pietro Metastasio; Pesaro 1735; Zweitfassung Dresden 1738; Drittfassung Neapel 1759)
- Senocrita (Pallavicino; Dresden 1737)
- Atalanta (Pallavicino; Dresden 1737)
- Asteria (favola pastorale; Pallavicino; Dresden 1737)
- Adriano in Siria (Pietro Metastasio; Vyškov 1737)[9][10]
- Irene (Stefano Pallavicini; Dresden 1738)
- Alfonso (Stefano Pallavicini; Dresden 1738)[11]
- Viriate (Domenico Lalli nach Pietro Metastasio; Venedig 1739)
- Numa Pompilio (Pallavicino; Hubertusburg 1741)
- Lucio Papirio dittatore (Apostolo Zeno; Dresden 1742)
- Didone abbandonata (Pietro Metastasio; Dresden 1742)
- Antigono (Pietro Metastasio; Hubertusburg 1743)[12]
- Ipermestra (Pietro Metastasio; Wien 1744)
- Semiramide riconosciuta (Pietro Metastasio; Venedig 1744; weitere Fassungen 1747 und 1760)
- Arminio (Giovanni Claudio Pasquini; Dresden 1745; Zweitfassung 1753)
- Lo starnuto d’Ercole, Kinderoper, scherzhaft „dramma per musica“ genannt, zusammen mit Andrea Adolfati. (Pier Jacopo Martello; Venedig, Eröffnung des Teatro di San Girolamo, 29. Mai 1746, mit Marionetten aufgeführt; Wiederaufführung 2003 im Northwest Puppet Center in Seattle)[13][14][15][16]
- La Spartana generosa (Giovanni Claudio Pasquini; Dresden 1747)
- Leucippo (Giovanni Claudio Pasquini; Hubertusburg 1747, Dresden 1751, Schwetzingen 1757)[17][18]
- Demofoonte (Pietro Metastasio; Dresden 1748)
- Attilio Regolo (Pietro Metastasio; Dresden 1750)
- Ciro riconosciuto (Pietro Metastasio; Dresden 1751)
- Adriano in Siria (Pietro Metastasio; Dresden 1752)
- Solimano (Giovanni Ambrogio Migliavacca; Dresden 1753)
- L’eroe cinese (Pietro Metastasio; Hubertusburg 1753)
- Artemisia (Giovanni Ambrogio Miglivacca; Dresden 1754)[19]
- Il re pastore (Pietro Metastasio; Hubertusburg 1755)
- L’olimpiade (Pietro Metastasio; Dresden 1756)
- Nitteti (Pietro Metastasio; Venedig 1758; zweite Fassung: Warschau 1759)
- Achille in Sciro (Pietro Metastasio; Neapel 1759)
- Zenobia (Pietro Metastasio; Warschau 1761)
- Il trionfo di Clelia (Pietro Metastasio; Wien 1762)
- Romolo ed Ersilia (Pietro Metastasio; Innsbruck 1765)
- Il Ruggiero (Pietro Metastasio; Mailand 1771)

### Intermezzi
- Scintilla e Don Tabarano (bzw. La contadina), 1728 in Neapel
- La serva scaltra 4. November 1729 in Neapel im Dramma per musica Il Tigrane
- Lucilla e Pandolfo (bzw. Il tutore), 1. Fassung 1730 in Neapel im Dramma per musica Ezio, 2. Fassung am 11. Mai 1738 in Dresden im Dramma per musica Alfonso
- Piramo e Tisbe (Marco Coltellini; Wien 1768)

### Kantaten und Serenaten
- La Semele o sia La richiesta fatale, Serenata in zwei Akten, (Francesco Ricciardi; Neapel 1726)[20]
- L’asilo d’Amore (Pietro Metastasio; 1742)
- Endimione (Pietro Metastasio; Dresden 1743)
- Il natal di Giove (Pietro Metastasio; Dresden 1749)
- Il sogno si Scipione (Pietro Metastasio, Warschau 1758)
- Alcide al bivio, festa teatrale (Pietro Metastasio; Wien 1760)
- L’Amor prigioniero (Pietro Metastasio; 1761)
- Egeria (Pietro Metastasio, 1764)
- Partenope (Pietro Metastasio, 1767)
- La danza (Pietro Metastasio, 1775)
- Il ciclope (Pietro Metastasio, 1776)

### Oratorien
- Daniello (Apostolo Zeno; Wien 1731)
- Il cantico de' tre fanciulli (Stefano Pallavicini; Dresden 1734, rev. Wien 1774)
- La Virtù appiè della Croce (Stefano Pallavicini; Dresden 1737)
- Giuseppe riconosciuto (Pietro Metastasio; Dresden 1741)
- I pellegrini al Sepolcro (Stefano Pallavicini; Dresden 1742)
 Textbuch (italienisch/deutsch) der Aufführung am Karfreitag 1747, SLUB
 Die Pilgrimme auf Golgatha, deutsche Fassung von Johann Adam Hiller (1784) mit der Übersetzung von Johann Joachim Eschenburg, Digitalisat, The British Library
- La deposizione della Croce (Giovanni Cosimo Pasquini; Dresden 1744)
- La caduta di Gerico (Giovanni Cosimo Pasquini; Dresden 1745)
- Die Heilige Helena an der Schädelstäte (Pietro Metastasio; Dresden 1746, rev. Wien 1772)
- La conversione di Sant’ Agostino (Maria Antonia Walpurgis von Sachsen; Dresden 1750)
- Serpentes ignei in deserto (Bonaventura Bonomo; Venedig 1740(?))
- S. Petrus et S. Maria Magdalena (Venedig ca. 1759)

### Geistliche Musik
- Beatus vir
- Confitebor tibi, F-Dur
- Dixit Dominus, C-Dur
- Litaniae Lauretanae, G-Dur für Sopran- und Alt-Soli, Sopran- und Alt-Tutti und Orgel (1762, komponiert für und aufgeführt von Kaiserin Maria Theresia und ihren Kindern)
- Messe in a
- Messe in d (1751, zur Einweihung der Katholischen Hofkirche in Dresden)
- Missae ultimae (Venedig 1779–1783; gewidmet dem Sächsischen Hof und der fürstlichen Kapelle in Dresden)
  - Messe in Es-Dur (1779) – Wiederaufführung in Dresden 1999 (Konzert)
  - Messe in D-Dur (1780) – Wiederaufführung in Dresden Ostern 2006 und Weihnachten 2015 (Hofkirche)[21]
  - Messe in g-moll (1783) – Wiederaufführung in Dresden 1983 (Konzert)
- Miserere in d
- Miserere in F
- Miserere in c
- Regina coeli in D
- Requiem C-Dur (1763, zur Beisetzung August III. in der Katholischen Hofkirche in Dresden)
- Requiem Es-Dur (wohl 1763/64, zur Beisetzung Friedrich Christians in der Katholischen Hofkirche in Dresden (Erste Wiederaufführung zu Hasses 300. Geburtstag nach der Ausgabe Wolfram Haders 1999 durch den Bergedorfer Kammerchor in St. Jacobi Hamburg.))
- Salve Regina in A
- Salve Regina in F für Sopran- und Alt-Soli, Sopran- und Alt-Tutti und Orgel (1762, komponiert für und aufgeführt von Kaiserin Maria Theresia und ihren Kindern)
- Sub tuum praesidium in B-Dur, für Sopran- und Alt-Soli, Sopran- und Alt-Tutti und Orgel (1762, komponiert für und aufgeführt von Kaiserin Maria Theresia und ihren Kindern)
- Te Deum (1751, zur Einweihung der Katholischen Hofkirche in Dresden)
- Venite pastores. Motetto pastorale

### Gedruckte Werke
- Op. 1: XII Sonate à Flauto traversiere solo è Basso (Paris)
- Op. 2: Sei Sonate a tre à due Flauti ò due Violini col Basso (London, ca. 1735; Paris)
- Op. 3: Twelve Concertos in six Parts, for a German Flute, two Violins, a Tenor, with a thorough Bass for the Harpsicord or Violoncello (London, 1741)
- Op. 3: Six Sonatas or Trios for two German Flutes or two Violins and a thorough Bass for the Harpsichord (London, ca. 1757)
- Op. 4: Six Concertos for Violins, French Horns or Hoboys &c. with a thorough Bass for the Harpsicord or Violoncello in eight Parts (London, 1741)
- Op. 5: Six Simphonies a quatre Parties, deux Violon, Alto Viola, et Basse continüe (Paris, 1740)
- Op. 5: Six Solos for a German Flute or Violin with a thorough Bass for the Harpsicord or Violoncello (London, ca. 1744)
- Op. 6: Six Concertos in six Parts for a German Flute, two Violins, a Tenor, with a thorough Bass for the Harpsicord or Violoncello (London, 1750)
- Op. 7: 6 Sonate per Cembalo (London)